# Mancolista
Mancolista é uma relação cujo conteúdo são as peças faltantes de uma determinada coleção. 
Esta lista é feita por colecionadores com o intuito de destacar as lacunas e facilitar a troca, compra ou a aquisição de peças específicas. 
É comum para os [filatelista]s enviarem sua mancolista a comerciantes filatélicos, quando interessado em compras, ou a outros filatelistas, quando interessado em trocas (exemplo: selos).